# Pacte budgétaire européen
Le pacte budgétaire européen, officiellement appelé traité sur la stabilité, la coordination et la gouvernance (TSCG), est un mécanisme sur lequel se sont accordés 25 des 27 États membres de l'Union européenne sur la convergence de leur union économique et monétaire, notamment la zone euro. Le texte du traité, signé le 2 mars 2012 par les chefs d'État et de gouvernement, est entré en vigueur le 1er janvier 2013. 
L’article 16 du TSCG prévoit l’intégration de son contenu dans le cadre juridique de l’Union européenne dans les cinq ans après son entrée en vigueur.
Un nouveau pacte budgétaire européen est décidé le 20 décembre 2023.

## Pacte budgétaire et pacte de stabilité
Le pacte budgétaire s'inscrit dans une logique institutionnelle différente de celle du pacte de stabilité et de croissance (PSC). En effet, il se place dans une perspective plus intergouvernementale et ne concerne prioritairement que les pays de la zone euro. En ce sens, certains pays (Royaume-Uni, République tchèque) ne l'ont pas signé. Il est à souligner que l'expression « pacte bugétaire » correspond en réalité au Titre III du TSCG. Le PSC, qui appartient quant à lui au domaine communautaire, s'applique à l'ensemble des États membres de l'Union européenne. 
Le pacte budgétaire européen charge la Commission européenne de veiller à la mise en application des règles adoptées en proposant un calendrier de convergence aux États signataires. 
Pour Angela Merkel, ce pacte qui conditionne la poursuite de l'aide aux pays en difficulté de la zone rend possible des avancées en matière d'union politique.
Les négociations relatives à l'adoption de ce nouveau traité ont notamment porté sur le droit de regard de la Cour de justice de l'Union européenne (CJUE). En effet, l'Allemagne souhaitait que la Cour de Luxembourg puisse contrôler les déficits ainsi que la dette, alors que la France a défendu un contrôle restreint aux déficits publics excessifs. Par ailleurs, l'inscription d'une « règle d'or », c'est-à-dire l'engagement pris par les États parties au traité d'avoir des « budgets équilibrés » ou « en excédent » sur un cycle économique, ne nécessite pas une modification constitutionnelle. En effet, de nombreux pays ne souhaitaient pas modifier leur norme fondamentale.
L'intention des parties contractantes était de « renforcer le pilier économique de l’Union économique et monétaire en adoptant un ensemble de règles destinées à favoriser la discipline budgétaire au moyen d’un pacte budgétaire, à renforcer la coordination de leurs politiques économiques et à améliorer la gouvernance de la zone euro, en soutenant ainsi la réalisation des objectifs de l’Union européenne en matière de croissance durable, d’emploi, de compétitivité et de cohésion sociale » (article 1 § 1).

## Historique

### Une réponse à la crise de la zone euro
Une Union budgétaire plus approfondie est vue comme soit une étape naturelle de l'intégration européenne soit comme une solution à la crise de la dette dans la zone euro,. En effet, combinée à la zone euro, et à une union bancaire, une union budgétaire amènerait à une intégration économique très poussée.
Au printemps 2010, l'Allemagne presse les autres États membres à adopter un texte de loi par lequel ils s'imposeraient un équilibre budgétaire. Les Français traduiront cela par le terme règle d'or budgétaire. Il s'agit de donner un signal clair sur l'évolution de la dette publique à travers une plus forte discipline budgétaire. Il s'agit aussi d'éviter des comportements de passager clandestin, certains pays laissant filer leur dette en espérant que les autres les aideraient. Les règles impliquent de davantage s'occuper des causes structurelles profondes du déficit que la règle du pacte de stabilité et de croissance limitant le déficit à 3 % du PIB. Il s'agit aussi de mettre des contraintes juridiques visant à ce que les règles soient respectées ce qui n'a pas été le cas dans le cadre du pacte de croissance et de stabilité.
Fin 2010, des propositions sont faites pour réformer le pacte de stabilité et de croissance et renforcer les règles de coordination budgétaire. En février 2011, la France et l'Allemagne proposent un pacte de compétitivité pour renforcer la coordination économique de la zone euro,. En effet les différences de compétitivité entraînent de forts déséquilibres des échanges intérieurs à la zone euro et à des situations critiques dans certains pays qui ne peuvent plus produire à des prix compétitifs ce qui entraîne un fort chômage. La chancelière Angela Merkel se prononce à cette date pour une union budgétaire, comme d'ailleurs de nombreux ministres des finances européens et le président de la Banque centrale européenne,.

### Chronologie des négociations
Lors du sommet du 9 décembre 2011, les États européens se sont engagés dans la négociation d'un nouveau Traité renforçant davantage la discipline budgétaire. Le Royaume-Uni ayant refusé de prendre part à la signature, la voie communautaire a dû être abandonnée au profit de la voie intergouvernementale.
Le 13 décembre 2011, soit quelques jours après le Sommet, les parlementaires européens se sont réunis en séance plénière pour un débat prioritaire portant sur les conclusions du Sommet.
Le 18 janvier 2012, les eurodéputés se sont de nouveau réunis afin d’adopter une résolution commune sur le projet de Traité. Par cette résolution, les eurodéputés ont entendu mettre en avant leurs réserves quant au projet de Traité.
Lors d'un sommet informel le 30 janvier 2012, 25 chefs d'État et de gouvernement européens sur 28 (le Royaume-Uni et la République tchèque n'ont pas signé, la Croatie n'est pas encore membre à cette date) se sont mis d'accord sur un « Traité pour la stabilité, la coordination et la gouvernance dans l'Union économique et monétaire ». Ce traité donne un droit de regard à la Cour de justice de l'Union européenne sur les règles d'or qui devraient être mises en place dans les États de la zone euro. Par ailleurs l'article 3 stipule que le déficit structurel ne devra pas dépasser 0,5 % du PIB, pour l'objectif budgétaire à moyen terme. Au-delà de ce seuil, des mécanismes de correction seront automatiquement déclenchés. Enfin lorsque les déficits annuels ordinaires dépasseront 3 % du PIB les sanctions deviendront quasi automatiques,. Cependant, le Conseil peut se prononcer à la majorité contre le déclenchement des sanctions (article 7 du traité). 
Les pays de la zone euro, comme le souhaitait la France, se réuniront seuls au moins deux fois par an. 
La Pologne a obtenu que les pays européens non euro soient conviés aux réunions lorsqu'il sera question de changements touchant à l'architecture de la zone euro ou lorsqu'il sera question de compétitivité.
Le 2 février 2012, les parlementaires européens ont adopté une résolution sur les conclusions du Conseil européen exceptionnel du 30 janvier 2012, au cours duquel les chefs de gouvernement européens ont élaboré la version définitive du pacte budgétaire. Cependant, l'alliance Progressiste des Socialistes & Démocrates, formation au sein de laquelle siègent les élus du parti socialiste français, n'a pas dégagé de majorité en sa faveur.
Le Traité a été signé le 2 mars 2012. Son entrée en vigueur a été fixée le 1er janvier 2013, sous réserve qu'au moins 12 États membres de l'Union européenne ayant comme monnaie l'euro l'aient complètement ratifié avant cette date.
Le 20 décembre 2023, les ministres des Finances des 27 États membres de l'Union européenne se sont entendus pour définir de nouvelles règles budgétaires, en deux volets. Le premier volet définit les mesures que doivent prendre les pays dont le déficit public dépasse la barre des 3 % du PIB. La Commission européenne ouvre une procédure de déficit excessif, avec un nouveau critère d'appréciation : l'évolution des dépenses publiques, sur la base duquel sera établie entre l'Etat membre et l'exécutif bruxellois une trajectoire de réduction du déficit. L'ancien concept de déficit structurel est conservé pour le cas où les comptes publics du pays dérapent trop. Mais la hausse des charges de la dette entraînée par l'augmentation récente des taux d'intérêt sera déduite de ce déficit jusqu'en 2027, afin de donner de la flexibilité pour réaliser les investissements dans la transition énergétique, la sécurité et la défense. Le deuxième volet du pacte de stabilité traite des mesures à prendre afin d'éviter un endettement public incontrôlable, pour les pays dont le déficit reste inférieur à 3 %. Leur dette devra baisser d'un point de PIB par an en moyenne. L'objectif à moyen terme est d'atteindre un déficit structurel primaire (hors charge de la dette) de 1,5 point de PIB. Si le pays s'engage sur des réformes et que son plan est accepté par la Commission européenne, l'ajustement se réduira à 0,25 point de PIB par an.

## Contenu

### «Règle d'or» budgétaire
L'article 3 du Traité fixe les principales dispositions ayant trait à la discipline budgétaire :
- il pose le principe de l'équilibre ou de l'excédent des budgets des administrations publiques ;
- la limite du déficit structurel autorisé est portée de 1 % à 0,5 %, pour l'« objectif à moyen terme » que chaque pays de l'Union européenne se fixe en application du règlement européen no 1466/97 du 7 juillet 1997 modifié par le règlement no 1175/2011 du 16 novembre 2011[N 2]. Il s'agit du déficit corrigé des variations conjoncturelles (à ne pas confondre donc avec le déficit nominal) ;
- chaque pays veille à assurer une convergence rapide vers son « objectif à moyen terme »[30] respectif (trajectoire pluriannuelle d'ajustement).

Deux exceptions à la règle sont posées :
- les circonstances exceptionnelles sur lesquelles le gouvernement n'a pas de prise ;
- les États dont la dette publique est inférieure à 60 % du PIB peuvent avoir un déficit structurel de 1 %.

Au travers du pacte, les États s'engagent légalement à mettre en place un mécanisme de correction automatique en cas d'écart par rapport à l'« objectif à moyen terme » ou à la « trajectoire d'ajustement ». Ce mécanisme sera défini selon les « principes communs proposés par la Commission européenne » qui, « ne portant pas atteinte aux prérogatives des Parlements nationaux », concerneront « la nature, la taille, les délais des mécanismes de correction ainsi que les institutions nationales en charge de leur application ».
La Cour de justice de l'Union européenne peut être saisie, dans un premier temps, par un État qui estimerait qu'un autre n'a pas introduit cette règle budgétaire dans son droit national et, dans un second temps, prononcer des sanctions financières si ses prescriptions ne sont pas suivies,.

### Excès de dette publique à résorber d'un vingtième par an
En vertu de l'article 126 et du protocole no 12 annexé au TFUE, la dette publique d'un État membre ne doit pas dépasser 60 % du PIB.
L'article 4 du TSCG reprend, spécialement pour la zone euro, les règles de l'article 2 paragraphe 1 bis du règlement no 1467/97 modifié sur la procédure concernant les déficits excessifs :
- en cas d'excès de dette par rapport à la référence des 60 % du PIB, l'écart doit se réduire au rythme moyen d'un vingtième par an, calculé sur les trois dernières années, ou sur les deux dernières et l'année en cours ;
- pour un État membre soumis à une procédure de déficit excessif au 8 novembre 2011, et pendant trois ans à compter de la correction de ce déficit, cette règle sera considérée comme remplie s'il réalise des « progrès suffisants » en vue de la référence des 60 % du PIB.

L'article 4 est plus contraignant que l'article 3, en termes de niveau de déficit budgétaire autorisé, dès que l'endettement dépasse 60 %,.

## Mise en place du pacte
L'entrée en vigueur du pacte le 1er janvier 2013 a déclenché les processus suivants.
Toutes les parties contractantes du pacte, depuis le 1er janvier 2013, sont soumises aux modalités pratiques de gouvernance de la zone euro (réunions, sommets, participants, rôle des parlements nationaux). L'assistance financière prévue par le Mécanisme européen de stabilité (entré en vigueur le 27 septembre 2012) est conditionnée, depuis le 1er mars 2013, à la ratification par l'État concerné du pacte budgétaire. La règle d'or budgétaire devait prendre effet dans les droits nationaux, sous forme de dispositions contraignantes et permanentes de préférence constitutionnelles, au plus tard le 1er janvier 2014.
Le pacte budgétaire s'applique aux non membres de la zone euro, dans l'attente de leur adoption de la monnaie unique européenne : en intégralité, sur déclaration, pour le Danemark et la Roumanie ; les titres III et V pour la Bulgarie sur déclaration ; le titre V seulement pour la Hongrie, la Pologne et la Suède. 
Les non-signataires du pacte, Croatie, République tchèque et Royaume-Uni, peuvent adhérer à tout moment, de même que tout futur membre de l'Union européenne dès son entrée effective. En République tchèque, le gouvernement approuve, le 23 mars 2014, l'adhésion au pacte budgétaire qui doit être ratifiée par le parlement.
L'intégration du contenu du pacte budgétaire dans le cadre juridique de l'Union européenne doit être effective au plus tard le 1er janvier 2018. Une transposition du traité dans le droit européen vise principalement à effacer tout problème de concurrence entre ordres juridiques.

## État du processus d'adoption
Le tableau dresse le parcours du traité dans les différentes institutions des États signataires. Pour les parlements bicaméraux, le vote de la chambre basse est noté après celui de la chambre haute. Sont incluses les institutions des provinces fédérées et communautaires, dans le cas exceptionnel belge. La liste est close par la signature du chef d'État qui ratifie l'acte, si nécessaire. Dans certains États, la compatibilité du traité avec la constitution nationale a été évaluée.
Le 1er janvier 2013, le pacte budgétaire entre en vigueur après le dépôt de sa ratification par la Finlande, douzième État membre ayant l'euro comme monnaie l'ayant effectué, (Allemagne, Autriche, Chypre, Espagne, Estonie, Finlande, France, Grèce, Irlande, Italie, Portugal, et Slovénie) auxquels s'ajoutent 4 États membres n'ayant pas l'euro comme monnaie et qui ont, à la même date, achevé le processus (Danemark, Lettonie, Lituanie et Roumanie).
Le 1er février 2013, le pacte budgétaire s'applique en Slovaquie, membre de la zone euro.
Le 1er juin 2013, le pacte budgétaire s'applique au Luxembourg, membre de la zone euro, en Hongrie et en Suède.
Le 1er juillet 2013, le pacte budgétaire s'applique à Malte, membre de la zone euro.
Le 1er septembre 2013, le pacte budgétaire s'applique en Pologne.
Le 1er novembre 2013, le pacte budgétaire s'applique aux Pays-Bas, membre de la zone euro.
Le 1er janvier 2014, le pacte budgétaire s'applique en Bulgarie ainsi que désormais intégralement en Lettonie, devenue membre de la zone euro le même jour.
Le 1er avril 2014, le pacte budgétaire s'applique en Belgique. Il devient ainsi effectif dans l'ensemble des 25 signataires originels.
Le 1er janvier 2015, le pacte budgétaire s'applique intégralement en Lituanie, devenue membre de la zone euro le même jour.
| Signataire | Date              | Institution                                                                | Pour           | Contre         | Abstention       | Déposition        | Ref.   |
| --- | ----------------- | -------------------------------------------------------------------------- | -------------- | -------------- | ---------------- | ----------------- | ------ |
| Allemagne | 29 juin 2012      | Bundesrat                                                                  | 65             | 4              | 0                | 27 septembre 2012 | [ 44 ] |
| Allemagne | 29 juin 2012      | Bundestag                                                                  | 491            | 111            | 6                | 27 septembre 2012 | [ 45 ] |
| Allemagne | 13 septembre 2012 | Ratification                                                               | Accordée       | Accordée       | Accordée         | 27 septembre 2012 | [ 46 ] |
| Autriche | 6 juillet 2012    | Conseil fédéral                                                            | 42             | 13             | 0                | 30 juillet 2012   | [ 47 ] |
| Autriche | 4 juillet 2012    | Conseil national                                                           | 103            | 60             | 0                | 30 juillet 2012   | [ 48 ] |
| Autriche | 17 juillet 2012   | Ratification                                                               | Accordée       | Accordée       | Accordée         | 30 juillet 2012   | [ 49 ] |
| Belgique | 23 mai 2013       | Sénat                                                                      | 49             | 9              | 2                | 28 mars 2014      | [ 50 ] |
| Belgique | 20 juin 2013      | Chambre des représentants                                                  | 111            | 23             | 0                | 28 mars 2014      | [ 51 ] |
| Belgique | 18 juillet 2013   | Sanction royale                                                            | Accordée       | Accordée       | Accordée         | 28 mars 2014      | [ 52 ] |
| Belgique | 20 décembre 2013  | Parlement de Wallonie (décret sur les matières communautaires transférées) | 54             | 0              | 1                | 28 mars 2014      | [ 53 ] |
| Belgique | 20 décembre 2013  | Parlement de Wallonie (décret sur les matières communautaires transférées) | 54             | 0              | 1                | 28 mars 2014      | [ 53 ] |
| Belgique | 14 octobre 2013   | Parlement de la Communauté germanophone                                    | 19             | 5              | 0                | 28 mars 2014      | [ 54 ] |
| Belgique | 21 décembre 2013  | Parlement de la Communauté française                                       | 66             | 1              | 1                | 28 mars 2014      | [ 55 ] |
| Belgique | 20 décembre 2013  | Parlement bruxellois                                                       | 62             | 10             | 2                | 28 mars 2014      | [ 56 ] |
| Belgique | 20 décembre 2013  | Commission communautaire commune                                           | 63             | 10             | 1                | 28 mars 2014      | [ 57 ] |
| Belgique | 19 décembre 2012  | Parlement flamand (décret sur les matières communautaires transférées)     | 62             | 0              | 0                | 28 mars 2014      | [ 58 ] |
| Belgique | 19 décembre 2012  | Parlement flamand (décret sur les matières communautaires transférées)     | 64             | 0              | 0                | 28 mars 2014      | [ 58 ] |
| Belgique | 20 décembre 2013  | Parlement francophone bruxellois                                           | 56             | 3              | 1                | 28 mars 2014      |        |
| Bulgarie | 28 novembre 2013  | Assemblée nationale                                                        | 109            | 0              | 5                | 14 janvier 2014   | [ 59 ] |
| Bulgarie | 3 décembre 2013   | Ratification                                                               | Accordée       | Accordée       | Accordée         | 14 janvier 2014   | [ 60 ] |
| Chypre | 20 avril 2012     | Conseil des ministres                                                      | Adopté         | Adopté         | Adopté           | 26 juillet 2012   |        |
| Chypre | 6 juillet 2012    | Ratification                                                               | Accordée       | Accordée       | Accordée         | 26 juillet 2012   | [ 61 ] |
| Danemark | 31 mai 2012       | Folketing                                                                  | 80             | 27             | 0                | 19 juillet 2012   | [ 62 ] |
| Danemark | 18 juin 2012      | Sanction royale                                                            | Accordée       | Accordée       | Accordée         | 19 juillet 2012   |        |
| Espagne | 18 juillet 2012   | Sénat                                                                      | 240            | 4              | 1                | 27 septembre 2012 | [ 63 ] |
| Espagne | 21 juin 2012      | Congrès des députés                                                        | 311            | 19             |                  | 27 septembre 2012 | [ 64 ] |
| Espagne | 25 juillet 2012   | Sanction royale                                                            | Accordée       | Accordée       | Accordée         | 27 septembre 2012 | [ 65 ] |
| Estonie | 17 octobre 2012   | Riigikogu                                                                  | 63             | 0              | 0                | 5 décembre 2012   | [ 66 ] |
| Estonie | 5 novembre 2012   | Ratification                                                               | Accordée       | Accordée       | Accordée         | 5 décembre 2012   | [ 67 ] |
| Finlande | 18 décembre 2012  | Eduskunta                                                                  | 139            | 38             | 1                | 21 décembre 2012  | [ 68 ] |
| Finlande | 21 décembre 2012  | Ratification                                                               | Accordée       | Accordée       | Accordée         | 21 décembre 2012  | [ 69 ] |
| France | 11 octobre 2012   | Sénat                                                                      | 307            | 32             | 8                | 26 novembre 2012  | [ 70 ] |
| France | 9 octobre 2012    | Assemblée nationale                                                        | 477            | 70             | 21               | 26 novembre 2012  | [ 71 ] |
| France | 22 octobre 2012   | Ratification                                                               | Accordée       | Accordée       | Accordée         | 26 novembre 2012  | [ 72 ] |
| Grèce | 28 mars 2012      | Voulí                                                                      | 194            | 59             | 47               | 10 mai 2012       | [ 73 ] |
| Hongrie | 25 mars 2013      | Országgyulés                                                               | 307            | 32             | 13               | 15 mai 2013       | [ 74 ] |
| Hongrie | 29 mars 2013      | Ratification                                                               | Accordée       | Accordée       | Accordée         | 15 mai 2013       | [ 74 ] |
| Irlande | 31 mai 2012       | Référendum                                                                 | 955 091 60,3 % | 629 088 39,7 % | 1 553 443 49,4 % | 14 décembre 2012  | [ 75 ] |
| Irlande | 20 novembre 2012  | Seanad Éireann                                                             | Approuvé       | Approuvé       | Approuvé         | 14 décembre 2012  | [ 76 ] |
| Irlande | 13 novembre 2012  | Dáil Éireann                                                               | 90             | 22             |                  | 14 décembre 2012  | [ 77 ] |
| Irlande | 27 novembre 2012  | Ratification                                                               | Accordée       | Accordée       | Accordée         | 14 décembre 2012  | [ 78 ] |
| Italie | 12 juillet 2012   | Sénat                                                                      | 216            | 24             | 21               | 14 septembre 2012 | [ 79 ] |
| Italie | 19 juillet 2012   | Chambre des députés                                                        | 368            | 65             | 65               | 14 septembre 2012 | [ 80 ] |
| Italie | 23 juillet 2012   | Ratification                                                               | Accordée       | Accordée       | Accordée         | 14 septembre 2012 | [ 81 ] |
| Lettonie | 31 mai 2012       | Saeima                                                                     | 67             | 29             | 1                | 22 juin 2012      | [ 82 ] |
| Lettonie | 13 juin 2012      | Ratification                                                               | Accordée       | Accordée       | Accordée         | 22 juin 2012      |        |
| Lituanie | 28 juin 2012      | Seimas                                                                     | 112            | 11             | 21               | 6 septembre 2012  | [ 83 ] |
| Lituanie | 4 juillet 2012    | Ratification                                                               | Accordée       | Accordée       | Accordée         | 6 septembre 2012  |        |
| Luxembourg | 27 février 2013   | Chambre des députés                                                        | 46             | 10             | 0                | 8 mai 2013        | [ 84 ] |
| Luxembourg | 29 mars 2013      | Sanction ducale                                                            | Accordée       | Accordée       | Accordée         | 8 mai 2013        |        |
| Malte | 11 juin 2013      | Chambre des députés                                                        | Approuvé       | Approuvé       | Approuvé         | 28 juin 2013      | [ 85 ] |
| Pays-Bas | 25 juin 2013      | Première Chambre                                                           | Approuvé       | Approuvé       | Approuvé         | 8 octobre 2013    | [ 86 ] |
| Pays-Bas | 26 mars 2013      | Seconde Chambre                                                            | 112            | 33             | 0                | 8 octobre 2013    | [ 87 ] |
| Pays-Bas | 26 juin 2013      | Sanction royale                                                            | Accordée       | Accordée       | Accordée         | 8 octobre 2013    | [ 88 ] |
| Pologne | 21 février 2013   | Sénat                                                                      | 57             | 26             |                  | 8 août 2013       | [ 89 ] |
| Pologne | 20 février 2013   | Diète                                                                      | 282            | 55             | 1                | 8 août 2013       | [ 90 ] |
| Pologne | 24 juillet 2013   | Ratification                                                               | Accordée       | Accordée       | Accordée         | 8 août 2013       | [ 91 ] |
| Portugal | 13 avril 2012     | Assemblée de la République                                                 | 204            | 24             | 2                | 5 juillet 2012    | [ 92 ] |
| Portugal | 3 juillet 2012    | Ratification                                                               | Accordée       | Accordée       | Accordée         | 5 juillet 2012    |        |
| Roumanie | 21 mai 2012       | Sénat                                                                      | 89             | 1              | 0                | 6 novembre 2012   | [ 93 ] |
| Roumanie | 8 mai 2012        | Chambre des députés                                                        | 237            | 0              | 2                | 6 novembre 2012   | [ 94 ] |
| Roumanie | 20 juin 2012      | Ratification                                                               | Accordée       | Accordée       | Accordée         | 6 novembre 2012   |        |
| Slovaquie | 18 décembre 2012  | Conseil national                                                           | 138            | 0              | 2                | 17 janvier 2013   | [ 95 ] |
| Slovaquie | 11 janvier 2013   | Ratification                                                               | Accordée       | Accordée       | Accordée         | 17 janvier 2013   | [ 96 ] |
| Slovénie | 19 avril 2012     | Assemblée nationale                                                        | 74             | 0              | 2                | 30 mai 2012       | [ 97 ] |
| Slovénie | 30 avril 2012     | Ratification                                                               | Accordée       | Accordée       | Accordée         | 30 mai 2012       |        |
| Suède | 7 mars 2013       | Riksdag                                                                    | 251            | 23             | 37               | 3 mai 2013        | [ 98 ] |
| Légende : - Pacte budgétaire voté, ratifié et déposé - Pacte budgétaire voté et ratifié, sur le point d'être déposé - Pacte budgétaire voté, en attente de ratification |                   |                                                                            |                |                |                  |                   |        |

## Votes de ratification et exposé sommaire des débats parlementaires
Hormis l'Irlande qui a procédé par référendum, et Chypre via son conseil des ministres, tous les États membres de l'Union européenne ont utilisé la voie parlementaire.
Les élections parlementaires, qui ont eu lieu après l'adoption du Traité le 2 mars 2012 (France en juin 2012, Pays-Bas en septembre 2012, Malte en mars 2013 et Bulgarie en mai 2013) et ont abouti ou non à de nouvelles majorités politiques, n'ont pas conduit à des changements de décision par les gouvernements concernés.
Aucune cour de type constitutionnel n'a procédé à l'invalidation, après examen, ni du texte du Traité, ni de ses modalités pratiques, que ce soit a priori ou a posteriori la ratification. En France, le Conseil constitutionnel a rendu un avis conforme le 9 août 2012. En Allemagne, le 12 septembre 2012, le tribunal constitutionnel fédéral de Karlsruhe a validé les dispositifs du Mécanisme européen de stabilité et le pacte budgétaire, avec quelques réserves.
Les parlements nationaux, quelles que soient leurs majorités politiques, ont tous approuvé, parfois avec des majorités nettes (France, plus de 85 % des parlementaires en octobre 2012), voire à l'unanimité (Malte juin 2013) les ratifications.

### Belgique
Le traité doit être ratifié à la majorité simple par les huit collectivités fédérées (c'est-à-dire neuf parlements). Le Premier ministre avait promis d'établir un groupe de coordination de façon que cela soit fait avant décembre 2012. Une première mouture du texte a été présentée par le gouvernement central le 13 juillet 2012 et a été soumis à une première évaluation du Conseil d’État, puis aux parlements pour ratification. Trois sénateurs opposés à la ratification avaient émis, le 5 mai 2012, une motion (no 1613) demandant au Sénat de programmer un referendum. Cette motion aurait pu bloquer le processus de ratification parlementaire. Le 21 décembre 2013, les ratifications étaient achevées par les institutions belges. Des recours devant la Cour constitutionnelle sont déposés contre le traité qui a abouti à un arrêt important sur la préservation de l'identité nationale et des valeurs de la Constitution belge.

### France
Le traité instituant le pacte budgétaire est signé sous la présidence de Nicolas Sarkozy. Lors de la campagne présidentielle du printemps 2012, le candidat François Hollande promet qu'en cas de victoire, il renégociera le TSCG. Ainsi, le 11 avril 2012, dans l'émission Des paroles et des actes, François Hollande déclare : « nous devons renégocier le traité, pour y ajouter, le compléter, l'améliorer sur le dispositif de croissance ». Une fois élu, un pacte pour la croissance et l'emploi est adopté  lors du conseil européen du 29 juin 2012, ce qui déclenche la décision de ratifier le pacte budgétaire sans renégociation. Le 9 août, le Conseil constitutionnel estime que cela est possible sans modification de la Constitution. Un texte de ratification (no 197) est soumis à l'Assemblée nationale le 19 septembre, avec une recommandation écrite du gouvernement en faveur de son approbation. Un rapport de la Commission des affaires étrangères du 26 septembre recommande aussi la ratification. L'adoption du pacte intervient, malgré la forte opposition d'une partie des syndicats, des partis politiques dont certains demandent la tenue d'un referendum que le gouvernement refuse car « les Français se sont exprimés au moment de l'élection présidentielle et des législatives ». L'opposition au pacte a parfois repris les arguments d'économistes souvent membres ou proches de la mouvance des « économistes atterrés ». L'Assemblée nationale vote la loi de ratification le 9 octobre et le Sénat le 11 octobre,. Elle est promulguée le 22 octobre, son dépôt a lieu le 26 novembre.

### Pays-Bas
L'acte d'approbation a été soumis au parlement en juillet 2012 mais les élections générales du 12 septembre ont ralenti le processus. Durant la campagne le parti socialiste plaidait pour la tenue d'un referendum pour décider ou non de la ratification du pacte. La ratification est soutenue par 4 partis : les chrétiens-démocrates, le parti populaire libéral et démocrate, Démocrates 66 et les Verts représentant 70 sièges après élection. Trois partis s'opposent à la ratification : le parti pour la liberté, le parti socialiste et l'union chrétienne (ces partis représentent 35 sièges après les élections). Le parti travailliste (PvdA), représentant 38 sièges, est prêt à voter en faveur de la ratification si l'Union européenne accorde deux ans supplémentaires aux Pays-Bas pour revenir à un déficit de moins de 3 % du PIB. Comme il faut 76 sièges pour ratifier le Pacte, les quatre partis en faveur du pacte doivent passer un accord soit avec le PvdA, soit avec trois partis indécis : le SGP, le parti pour les animaux (PvdD) et 50PLUS. Le 8 octobre 2013, le processus de ratification est entièrement achevé.

## Mise en œuvre du pacte
En dépit des règles strictes sur la réduction des déficits publics et des objectifs à moyen terme relatifs à l'endettement, la Commission européenne a dû tenir compte des efforts menés par chaque État membre. Ainsi, le 27 juillet 2016, elle a renoncé à prononcer des sanctions financières à l'encontre de l'Espagne et du Portugal. En contrepartie, l'Espagne doit respecter ses engagements budgétaires dans un délai de deux ans et le Portugal dans un délai d'un an. 
Par ailleurs, la France s'était opposée à la Commission européenne lors de l'adoption de sa loi de finances pour l'année 2015. La Commission européenne avait accordé un délai supplémentaire à la France, compte tenu de son engagement militaire en Afrique (Barkhane), qui a entraîné de nouvelles dépenses dans le budget de la nation. Cependant, des « mesures additionnelles » ont été demandées par Bruxelles « pour assurer l’amélioration recommandée du solde structurel en 2015, estimées par la Commission à 0,2 pt de PIB »,.
Enfin, le 16 novembre 2016, l'Italie a obtenu de la Commission européenne que son déficit de 2017 soit de 2,3 % par rapport au PIB au lieu des 1,8 % (trajectoire de moyen terme), en particulier à cause des tremblements de terre qui ont touché le sud du pays et des migrants accueillis sur le territoire italien.